# Reich Remixed
Reich Remixed est un album collectif américain de DJ et musiciens de musique électronique reprenant sous forme d'hommage des titres des compositions de musique minimaliste de Steve Reich. L'album paraît le 2 mars 1999 sur le label Nonesuch Records.

## Historique
Le compositeur américain Steve Reich a participé à jeter les bases de la musique minimaliste en 1965 en découvrant par hasard le principe du phasing alors qu'il travaillait sur des enregistrements de bandes magnétiques. De cela est née sa première composition It's Gonna Rain qui influença par la suite son écriture formelle dans le style de la musique de phase, bien qu'il n'utilisa plus par la suite les supports électroniques pour son écriture musical. Cependant, en plus des apports contemporains de la musique concrète, la musique électronique s'est dès lors nourrie de la possibilité du sampling que Steve Reich utilisa au tout début de sa carrière.
Cet album est l'hommage de musiciens américains, britanniques, et japonais réunis pour remixer les compositions de Reich.
En 2006, Nonesuch Records produit à l'occasion du 70e anniversaire de Steve Reich un nouvel ensemble de quatre titres remixés dans l'EP Reich: Remixed 2006.

## Titres de l'album
1. Music for 18 Musicians par Coldcut remix 6 min 03 s
2. Eight Lines par Howie B remix 8 min 12 s
3. The Four Sections par Andrea Parker remix 6 min 22 s
4. Megamix par Tranquility Bass remix 9 min 36 s
5. Drumming par Mantronik maximum drum formula 4 min 02 s
6. Proverb par Nobukazu Takemura remix 7 min 44 s
7. Piano Phase par D*Note's phased & konfused mix 5 min 05 s
8. City Life par DJ Spooky open circuit 6 min 58 s
9. Come Out par Ken Ishii remix 7 min 15 s

## Classements
| Chart                                         | Meilleure place |
| --------------------------------------------- | --------------- |
| US Top Classical Albums (Billboard)           | 18              |
| US Top Classical Crossover Albums (Billboard) | 9               |